# Acomys subspinosus
Acomys subspinosus és una espècie de mamífer rosegador de la família dels múrids. És endèmic del sud-oest de Sud-àfrica, on viu a altituds de fins a 1.000 msnm. El seu hàbitat natural són les zones rocoses situades als vessants de les muntanyes que tenen vegetació de tipus fynbos. És una espècie en risc mínim, és a dir, no sembla que hi hagi cap amenaça significativa per a la seva supervivència.